# Giovannina Pecorini
Répertoire
- Le rôle-titre dans Linda di Chamounix

Scènes principales
Giovannina Pecorini (Castel San Giovanni, 20 novembre 1823 - Milan, 14 mai 1884) est une soprano italienne qui s'est produite au milieu du XIXe siècle.

## Biographie
Elle naît le 20 novembre 1823 à Castel San Giovanni, (Province de Plaisance). 
Dès mars 1840, elle chante une cavatina des Puritani de Vincenzo Bellini au cours d'un Esercizio privato du Conservatoire de musique de Milan. 
Elle reçoit le prix du conservatoire de musique de Milan, le 6 septembre 1842, avec Luigia Bolza et Luigi Mazzocchi. 
Elle est vite engagée par la Compagnie de Zenone Cazzioletti pour le Königsstädtisches Theater de Berlin : là elle interprète Agnese dans Beatrice di Tenda dont le rôle-titre est tenu par Ottavia Malvani en septembre 1843, Ritta dans Zampa en janvier 1844, Irene dans Belisario en février, et enfin Lisetta dans Il matrimonio segreto de Cimarosa, toujours à l'ombre de la Malvani en Carolina. Elle revient en Italie pour l'été 1844. Elle est engagée comme prima donna assoluta pour le Teatro Re de Milan pendant l'automne 1844 et rompt son contrat avec sa compagnie début 1845, mais chante dans le même théâtre Linda di Chamounix fin janvier. Elle se rend ensuite à Brescia pour le printemps, pour chanter Marcellina dans I ciarlatani de Luigi Cammarano, puis I monetari falsi de Lauro Rossi, le rôle d’Eleonora dans Il furioso (it). Pour l'été suivant, elle est envoyée à Arona, où elle chante la Linda avec succès, puis, à partir du 18 septembre, Un' avventura di Scaramuccia de Luigi Ricci. Elle prend le temps de chanter Linda à Varese en octobre 1845, puis à Codogno, le 15 novembre. Elle est engagée pour le carnaval suivant à Verceil, où elle chante Linda dès le 27 décembre avec succès, puis Lucia de Donizetti, à partir du 4 février 1846. Elle est ensuite engagée pour l'automne suivant à Gênes.
Elle se produit au Teatro Carlo Felice de Gênes, pour La gazza ladra en septembre 1846, puis dans Linda avec la jeune Carolina Sannazzaro, et dans La prigione di Edimburgo de Federico Ricci, en octobre,. Elle chante dans Ernani au Teatro del Nobile Condominio de Pavie début janvier 1847,. Elle y interprète ensuite le rôle-titre de Leonora de Saverio Mercadante à partir du 21 janvier. Le 28 janvier, elle y donne un récital comprenant le duetto de Il giuramento avec Giovannina Calvi, et la cavatina de Betly, ce qui lui vaut d'être couronnée reine de la fête ce soir-là. Le 9 février, au cours d'un autre récital, elle chante le duetto de Figaro du Barbiere di Seviglia avec Giovanni Battista Righini. 
Elle se produit ensuite au Teatro Carcano de Milan, dans le rôle-titre de Linda di Chamounix, face à la jeune Gaetana Brambilla pendant le printemps. On la remarque dans une soirée musicale le 17 mai au Teatro Filodrammatico.
En 1848-1849, elle se produit à Copenhague.
Elle meurt le 14 mai 1884 à Milan.

## Interprétations

### Rôles créés
- Albina dans Un giorno di nozze de Pio Bellini et Giuseppe Devasini, au Conservatoire de musique de Milan, pendant le carnaval 1842[28],[29].
- Marcellina dans La fiera di Tolobos de Cesare Dominiceti, face à Carolina Tommasi en Pudenziana, au Teatro grande de Brescia, pendant le printemps 1845[30].
- Annetta dans Crispino e la comare de Luigi Ricci, au Teatro Gallo a S. Benedetto de Venise, à partir du 28 février 1850[31].

### Autres
- Norina dans Don Pasquale de Gaetano Donizetti, à Varese, pendant l'automne 1845[32].
- Le rôle-titre dans Linda di Chamounix de Donizetti, à Varese, pendant l'automne 1845[33],[34].
  - puis à Verceil, pendant le carnaval 1845-1846[35],[36],
  - et encore au Teatro Carcano de Milan, au printemps 1847[25].
- Le rôle-titre dans Estella de Federico Ricci, au Teatro Gallo a S. Benedetto de Venise, pendant le printemps 1850[37].